# 中国—新西兰关系
中國—新西蘭關係（英語：China–New Zealand relations），是指歷史上的中國和新西蘭之間的關係。兩國於1972年建交。根据中国海关统计，2012年中新双边贸易额96.7亿美元，同比增长11%。其中，中国对新出口38.7亿美元，同比增长3.4%；从新进口58.1亿美元，同比增长16.6%。，在中华人民共和国的外交级别中，新西兰属于全面战略伙伴。
新西蘭於2008年通過與中國簽訂的自由貿易協定。

## 歷史
中國和紐西蘭的關係源遠流長。第一位抵達紐西蘭的華人於1860年代淘金熱年代從廣東省而來。辛亥革命以後，雙方的貿易和移民的連繫繼續維持。然而，自從中華人民共和國成立以後，這些連繫幾乎不復存在。
紐西蘭於1972年正式承認中華人民共和國。1972年末，紐西蘭選出工黨政府，準備承認中華人民共和國。然而新總理諾曼·柯克開始猶豫；兩週後他提議推遲承認至其第二任。最終他被外交部說服，正式於當年聖誕節前正式承認。
紐西蘭國會駐中華人民共和國代表團於1977年4至5月出現。
六四事件之後，紐西蘭跟隨其他西方國家讉責中國政府，兩國正式連結推遲了超過一年。然而後來雙邊關係逐漸改善，兩國的外交政策與經貿對話定期舉行。紐西蘭於2004年11月與中國開始商議自由貿易協定，協定於2008年4月簽署。兩國在軍事、法律、人權、貿易、地區安全、發展援助等都有多方面的聯絡。
紐西蘭和中國於2007年慶祝建交35年。分別作為全球和地區有重要影響力的國家，中國也向紐西蘭派出了不少留學生和遊客。同時中國成為紐西蘭第四大貿易伙伴。兩國貿易達到了75億4,000萬紐西蘭元。
因中國在太平洋地區影響力日增，紐西蘭國防部於2018年7月6日公布的「戰略防衛政策聲明」（Strategic Defence Policy Statement）中指出，中國正破壞區域穩定，已威脅到紐西蘭的國防安全。
新西兰国会中曾有两位原籍为中国的国会议员，分别是国家党的杨健和工党的霍建强。
2014年11月20日，中国和新西兰宣布建立全面战略伙伴关系关系，并发布联合声明。
2017年3月27日，新西兰与中国签署“一带一路”合作协议，成为首个签署“一带一路”协议的西方发达国家。
2021年5月3日，新西蘭總理傑辛達·阿德恩出席一個中國商業峰會時稱，新西蘭嚴重關注新疆維吾爾族人權狀況和香港人民的自由，又表示新西蘭與中國之間的分歧愈來愈難調和。
2021年5月5日，新西蘭議會一致通過動議，指責中國新疆維吾爾族人權正遭嚴重侵犯，要求政府使用國際法律手段阻止。中國駐新西蘭大使館表示強烈不滿和堅決反對。
2022年4月7日，中國與新西蘭自貿協定《升級議定書》正式生效。升级的议定进一步扩大中国和新西兰双方在货物、服务、投资等领域市场开放程度，还新增了双方有关电子商务、竞争政策、政府采购、环境与贸易等内容。
2023年6月25日至30日，新西兰总理克里斯·希普金斯访问中国，期间分别受到中国国家主席、中共中央总书记习近平，中国国务院总理李强，中国全国人大常委会委员长赵乐际的会见，28日，中國和新西兰發表关于全面战略伙伴关系的联合声明，指两国加强高层交往，管控分歧，新西兰重申坚持一个中国政策，同意加强两国文化等交流合作，双方重申共同坚持多边主义。同时两国还签署涉及科技、教育、农业、林业、检疫、食品安全、知识产权等领域的多项双边合作协议。

## 经贸投资
中国（含香港特区）是新西兰第二大投资来源地，仅次于澳大利亚，中国资本主要投资新西兰的农产品，基础设施，酒店，建筑等行业
截至2021年，中国是新西兰的第一大贸易伙伴，中国约占新西兰出口总额的30%。新西兰主要向中国出口乳制品，肉类，谷物，木材制品，旅游服务等产品，主要进口中国的机电，汽车，家具，钢铁等产品。

## 双边协议
2004年5月，中新双方签署《中华人民共和国——新西兰签署贸易与经济合作框架》协议。
2008年4月，双方签署《中华人民共和国政府和新西兰政府自由贸易协定》。
2017年3月，中国和新西兰签署“一带一路”合作协定。
2019年4月，中新双方签订《中华人民共和国政府和新西兰政府对所得消除双重征税和防止逃避税的协定》。
2021年1月，中新两国政府签署《中华人民共和国政府与新西兰政府关于升级〈中华人民共和国政府与新西兰政府自由贸易协定〉的议定书》。